# Karl Brosche
Karl Eduard Brosche, auch Carl Brosche (* 8. November 1813 in Prag; † 16. September 1866 in Kadolz), war ein österreichisch-böhmischer Kaufmann, Fabrikant und Politiker. Er war von 1861 bis 1864 Abgeordneter des Böhmischen Landtags.

## Leben und Wirken
Brosche war der Sohn des Prager Großhändlers und Chemikalienfabrikanten Franz Xaver Brosche († 1858) und Kaufmann von Beruf. Er betrieb im Dorf Lieben bei Prag eine Fabrik, in der er Öl, Soda und Salpeter herstellen ließ. Zusätzlich erwarb er 1856 das Gut Swinař (Svinaře) in Bezirk Hořowitz (Hořovice). Dieses Gut musste er aufgrund einer finanziellen Notlage 1863 wieder verkaufen.
1848 unterbreitete er öffentlich mit einigen anderen Unternehmern den Vorschlag zur Unterstützung der inländischen Industrie, der als Flugblatt in Prag bei der k. k. Hofbuchdruckerei von Gottlieb Haase Söhne erschien.
Brosche vertrat als Mitglied der Prager Handels- und Gewerbekammer diese als Abgeordneter im Böhmischen Landtag ab 1861. Bereits 1864 schied er aus dem Landtag aus, nachdem er ein Jahr zuvor eine Zuckerfabrik in Kadolz gegründet hatte. 1864 erfolgte seine Zahlungsunfähigkeit, die er durch einen Ausgleich sanieren konnte, wenig später starb Brosche.
Er war seit 1841 verheiratet mit Klara Nowotny. Das Paar hatte keine Kinder.